# Erepsia oxysepala
Erepsia oxysepala là một loài thực vật có hoa trong họ Phiên hạnh. Loài này được (A.Berger) L.Bolus mô tả khoa học đầu tiên năm 1950.